# Rafael Torres Escartín
Rafael Liberato Torres Escartín (Sabiñánigo, 1901. december 20. – Barcelona, 1939) spanyol anarchista, a Juan Soldevila Romero-gyilkosság egyik gyanúsítottja volt.

## Élete
Az anarchista mozgalommal tanulóként ismerkedett meg, Ramon Acín huescai iskolájában. A zaragozai Crisol (Tűzpróba) fegyveres csoporthoz csatlakozott 1922-ben, majd a Los Solidarios (Szolidaritás) tagja lett. Cukrászként dolgozott, és legkésőbb 1918-ban belépett a Munkások Nemzeti Konföderációjába, az anarchisták szakszervezetébe.
A Los Solidarios tagjaként több akcióban is részt vett, így Juan Soldevila Romero bíboros meggyilkolásában, Francisco Ascasóval. Benne volt egy gijóni bankfiók kirablásában is, ezután tartóztatták le Oviedóban 1923. szeptember 2-án. A börtönben megkínozták. megszökött, de ismét elfogták, majd a bíróság 1925 márciusában halálra ítélte a merénylet elkövetéséért. A büntetést később életfogytiglani börtönre enyhítették. A santoñai börtönben megőrült, ezért 1931-ben szabadon bocsátották, és a reusi elmegyógyintézet lakója lett. 1939. január 21-én a falangisták elhurcolták az intézetből, és agyonlőtték.